# Kamienica Pod Białym Niedźwiedziem we Wrocławiu
Kamienica Pod Białym Niedźwiedziem – zabytkowa kamienica, znajdująca się przy ulicy Odrzańskiej 7 we Wrocławiu. 

## Historia kamienicy
Klasycystyczna, czterokondygnacyjna kamienica narożna o czteroosiowej elewacji od strony ulicy Odrzańskiej i piętnastoosiową elewacją od strony ulicy Kotlarskiej należy do jednej z najokazalszych pod względem formy architektonicznych na tej ulicy. Została wzniesiona około 1820 roku. 
Elewacja północna po obu stronach oraz w osi środkowej wyróżniona jest trzema pseudoryzalitami; w środkowej części znajduje się brama wejściowa. Nad parterem podzielona została pilastrami, fryzem tryglifowo-metopowym oraz ślepymi arkadami. Pomiędzy oknami pierwszego i drugiego piętra umieszczono ozdobne reliefy o tematyce mitologicznej. Bryłę budynku pokrywa kalenicowy dach. W 1963 roku kamienica została poddana remontowi.        